# Gangan Joker
Gekkan Gangan Joker (jap. 月刊ガンガンJOKER) ist ein japanisches Manga-Magazin, das sich an ein jugendliches männliches Publikum richtet. Es wird daher zur Shōnen-Kategorie gezählt und erscheint seit 22. April 2009 monatlich beim Verlag Square Enix. Es ersetzte die Anfang 2009 von Square Enix eingestellten Magazine Gangan Powered und Gangan Wing.

## Serien (Auswahl)
- Akame ga Kill! von Takahiro und Tetsuya Tashiro
- Corpse Party: Blood Covered von Makoto Kedōin und Toshimi Shinomiya
- Dusk Maiden of Amnesia von Maybe
- Hanasaku Iroha von P.A. Works und Eito Chida
- Higurashi no Naku Koro ni Kai: Matsuribayashi-hen von Ryukishi07
- Jaku-chara Tomozaki-kun von Eito Chida
- Jijō wo Shiranai Tenkōsei ga Guigui Kuru. von Taku Kawamura
- Joker Game von Subaru Nitō
- Kakegurui von Homura Kawamoto und Tōru Naomura
- Katsute Mahō Shōjo to Aku wa Tekitai Shiteita. von Cocoa Fujiwara
- Natsu no Arashi! von Jin Kobayashi
- One Week Friends von Matcha Hazuki
- Ore no Kanojo to Osananajimi ga Shuraba Sugiru von Yūji Yūji und Nanasuke
- Saikin Yatotta Maid ga Ayashii von Wakame Konbu
- Shibuya Goldfish von Aoi Hiroumi
- Secret Service – Maison de Ayakashi von Cocoa Fujiwara
- Seto no Hanayome von Tahiko Kimura
- Tari Tari von Tōru Naomura und Tomiyaki Kagisora
- The Case Study of Vanitas von Jun Mochizuki
- The Girl I Like Forgot Her Glasses von Kōme Fujichika